# Ving'hawe
Ving'hawe è una circoscrizione mista (mixed ward) della Tanzania situata nel distretto di Mpwapwa, regione di Dodoma. Conta una popolazione di 12 277 abitanti (censimento 2012).